# Alex Cisar
Alex Cisar, né le 5 avril 2000 à Kranj, est un biathlète slovène.

## Biographie
Né à Kranj en Slovénie d'une mère slovène et d'un père tchèque, il possède les deux nationalités administrativement. Il pratique de multiples sports durant sa jeunesse, s'essayant d'abord au tennis.
S'entraînant au biathlon depuis 2012, au TSK Triglav, il est en premier temps difficulté  au tir et considère arrêter, mais après un changement de carabine, il devient parmi les meilleurs.
Il commence sa carrière internationale à l'âge de 15 ans en 2016 dans la Coupe IBU junior puis les Championnats du monde jeunesse, où il termine deux fois dans le top vingt en individuel. Lors de l'édition 2017, il passe la barre du top dix pour finir neuvième de l'individuel.
Lors de la saison 2017-2018, il atteint deux fois le podium dans la Coupe IBU junior sur un individuel et un sprint, avant de notamment quatrième du sprint des Championnats du monde jeunesse.
En 2018-2019, Alex Cisar gagne une course en relais simple mixte chez les juniors, avant d'être testé en sénior dans l'IBU Cup à Duszniki-Zdrój, où il marque des points (top 40). Sur ses quatrièmes Championnats du monde jeunesse, à Osrblie, il remporte les titres sur le sprint et la poursuite, où il gagne avec plus d'une minute d'avance ainsi que la médaille d'argent sur le relais. Il enchaîne par une victoire en juniors à Sjusjøen, lieu même des Championnats d'Europe junior, où il décroche une médaille de bronze à l'individuel.
En novembre 2019, il est appelé dans le groupe pour la Coupe du monde à Östersund. Il reste au niveau junior pour le reste de la saison, se concentrant sur les Championnats du monde junior à Lenzerheide, où il remporte la médaille de bronze sur la poursuite et les Championnats d'Europe junior à Hochfilzen, où il est sacré sur le sprint et médaillé d'argent à l'individuel.
Toujours junior, il est promu dans l'équipe nationale sénior en 2020-2021, disputant la Coupe du monde, pour y marquer ses premiers points à l'occasion de l'individuel d'Antholz-Anterselva (36e). Il honore ensuite sa première sélection aux Championnats du monde à Pokljuka, en Slovénie, où il court sur l'individuel, remplaçant Klemen Bauer (48e) et le relais (8e).
Il devient ensuite vice-champion du monde junior de l'individuel à Obertilliach.

## Palmarès

### Championnats du monde
| Édition / Épreuve | Individuel | Sprint | Poursuite | Mass start | Relais | Relais mixte | Relais mixte simple |
| ----------------- | ---------- | ------ | --------- | ---------- | ------ | ------------ | ------------------- |
| Pokljuka 2021     | 47e        | —      | —         | —          | 8e     | —            | —                   |
| Oberhof 2023      | 19e        | 54e    | 30e       | 17e        | 9e     | —            | —                   |

### Coupe du monde
- Meilleur résultat individuel : 17e.

#### Classements en Coupe du monde
| Saison    | Classement général final | Individuel | Sprint | Poursuite | Mass start |
| 2019-2020 | nc                       | nc         |        |           |            |
| 2020-2021 | 92e                      | 58e        | nc     |           |            |
| 2021-2022 | nc                       | nc         | nc     |           |            |
| 2022-2023 | 51e                      | 45e        | 71e    | 40e       | -          |

### Championnats du monde jeunesse et junior
| Édition / Épreuve     | Individuel               | Sprint               | Poursuite                 | Relais                   |
| --------------------- | ------------------------ | -------------------- | ------------------------- | ------------------------ |
| Cheile Gradistei 2016 | 35e                      | 14e                  | 13e                       | 12e                      |
| Brezno-Osrblie 2017   | 9e                       | 21e                  | 15e                       | 11e                      |
| Otepää 2018           | 11e                      | 4e                   | 7e                        | 5e                       |
| Brezno-Osrblie 2019   | 8e                       | Médaille d'or, monde | Médaille d'or, monde      | Médaille d'argent, monde |
| Lenzerheide 2020      | 16e                      | 11e                  | Médaille de bronze, monde | 10e                      |
| Obertilliach 2021     | Médaille d'argent, monde | 22e                  | 7e                        | 4e                       |
| Soldier Hollow 2022   | 28e                      | 20e                  | 23e                       | 5e                       |

Légende :
- participation aux Ch. du monde de la jeunesse

- : première place, médaille d'or
- : deuxième place, médaille d'argent
- : troisième place, médaille de bronze

### Championnats d'Europe junior
- Médaille d'or du sprint en 2020 à Hochfilzen.
- Médaille d'argent de l'individuel en 2020.
- Médaille de bronze de l'individuel en 2019 à Sjusjøen.